# Sadakazu Tanigaki
Sadakazu Tanigaki (谷垣 禎一, Tanigaki Sadakazu) est un homme politique japonais né le 7 mars 1945 à Fukuchiyama dans la préfecture de Kyoto. Membre de la Chambre des représentants, la chambre basse de la Diète du Japon, de 1983 à 2017 (pour l'ancien 2e district de Kyoto de 1983 à 1996 puis pour sa nouvelle 5e circonscription de 1996 à 2017), il est ministre dans les gouvernements de Jun'ichirō Koizumi du 30 septembre 2002 au 25 septembre 2006, d'abord en tant que président de la Commission nationale de sécurité publique du 30 septembre 2002 au 22 septembre 2003 puis ministre des Finances du 22 septembre 2003 au 25 septembre 2006.
Il est également de manière éphémère ministre du Territoire, des Infrastructures et des Transports ainsi que ministre d'État au Tourisme et aux Affaires maritimes du 2 août au 24 septembre 2008 à la fin du gouvernement de Yasuo Fukuda. Le 26 décembre 2012, Shinzō Abe le nomme dans son Cabinet en tant que ministre de la Justice. 
Il est président du Parti libéral-démocrate (PLD, droite) et chef de l'opposition parlementaire du 28 septembre 2009 au 26 septembre 2012.

## Origines, formation et carrière professionnelle
Fils de Sen'ichi Tanigaki (1913-1983), lui-même membre de la Chambre des représentants sous les couleurs du parti majoritaire, le PLD, pour l'ancien 2e district de Kyoto de 1960 à 1976 et de 1979 à sa mort en 1983 ainsi que ministre de l'Éducation et de la Culture dans le second gouvernement de Masayoshi Ōhira du 20 novembre 1979 au 17 juillet 1980, il reçoit une éducation soignée. Ainsi, il passe sa scolarité secondaire au sein du prestigieux collège puis lycée privé Azabu dans l'arrondissement tokyoïte de Minato de 1957 à 1963.
Licencié en droit de l'université de Tokyo en 1972, il commence à travailler comme secrétaire de son père à la Chambre des représentants. Il réussit ensuite l'examen d'entrée au barreau en 1979 et termine son apprentissage (qu'il passe dans la même promotion que Natsuo Yamaguchi, l'actuel président du Nouveau Kōmeitō, notamment) pour devenir avocat en 1982. Il se spécialise alors tout particulièrement dans le droit fiscal et est enregistré comme conseiller fiscal en 1983.

## Carrière politique

### La succession familiale
Mais le décès de son père le 27 juin 1983 met fin prématurément à sa carrière professionnelle et détermine son entrée en politique. Il est immédiatement élu, lui aussi avec l'étiquette PLD lors d'élections partielles le 7 août suivant pour pourvoir deux des cinq sièges de l'ancien 2e district de Kyoto (à savoir l'ensemble de la préfecture à l'exception du centre-ville et de l'est de la ville de Kyoto, cette circonscription envoie 5 élus à la Chambre des représentants au vote unique non transférable), en obtenant 26,6 % des suffrages exprimés et plus de 125 000 voix, arrivant alors en tête parmi sept candidats. Il est immédiatement réélu aux élections législatives générales le 18 décembre de la même année, arrivant en seconde position (derrière un autre candidat libéral-démocrate qui a fait son entrée en politique à l'occasion de la même élection partielle que Tanigaki, à savoir Hiromu Nonaka, l'un des rares parlementaires d'origine Burakumin) sur sept candidats avec 125 446 votes et 17,3 % des suffrages. 
Par la suite, il se place troisième aux législatives de 1986 (137 705 voix et 18,17 % des suffrages, toujours derrière Nonaka mais également le communiste Iwao Teramae qui est arrivé en tête) et 1990 (153 786 voix, 17,49 %, il n'a plus que 2 299 suffrages et 0,26 point d'écart avec Nonaka, tandis que cette fois c'est le socialiste Sueji Yamanaka qui obtient le meilleur score), mais seulement quatrième en 1993 (lors des législatives marquées par la victoire d'une coalition anti-PLD, il retombe à 118 019 votes et 14,03 %, il est devancé à nouveau par le communiste Teramae, Nonaka qui se maintient à la deuxième place mais aussi par un nouveau venu du Kōmeitō, Yasuhide Yamana). Après la réforme électorale de 1994, appliquée à partir des législatives de 1996, il est désormais élu au scrutin uninominal majoritaire à un tour dans le nouveau 5e district de Kyōto, qui s'étend sur le tiers nord de la préfecture, allant jusqu'à la côte nord de Honshū et la mer du Japon et comprenant surtout sa ville natale de Fukuchiyama et le port de Maizuru, l'un des principaux points d'appui des Forces japonaises navales d'autodéfense. Il y obtient une nette majorité à chaque élection jusqu'en 2009, et confirme plus qu'auparavant son assise locale, avec successivement 91 146 voix (56,78 %) en 1996, 109 508 (63,54 %) en 2000, 103 486 (62,88 %) en 2003 et 107 792 (58,85 %) en 2005. Homme influent de la politique de la préfecture de Kyōto, il y préside la fédération du PLD en 1996 puis du 22 novembre 2003 au 23 juillet 2005 et depuis le 28 avril 2007. 
Au sein du PLD, il adhère également à la faction à laquelle appartenait son père, le Groupe Kōchi (宏池会, Kōchikai), l'une des plus anciennes (fondée en 1957, soit deux ans après la création du PLD) et les plus importantes du parti, ayant donné deux Premiers ministres successifs entre 1978 et 1982 (Masayoshi Ōhira puis Zenkō Suzuki). Héritier de Hayato Ikeda qui organisa l'État providence et la reconstruction économique du Japon au début des années 1960, le Kōchikai est connu pour être une force modérée de conciliation entre les autres factions et les querelles de personnes afin de maintenir un consensus au sein du parti.

### Les premières responsabilités
Sadakazu Tanigaki connaît une ascension rapide. Vice-président du Comité des Affaires de la Diète du PLD de 1987 à 1988, de 1989 à 1990 et de 1993 à 1995, il est nommé pour la première fois à une fonction gouvernementale (sans être membre du Cabinet), en tant que vice-ministre parlementaire auprès du ministre des Postes et Télécommunications Sei'ichi Kataoka dans le gouvernement remanié de Noboru Takeshita du 28 décembre 1988 au 2 juin 1989, puis aux côtés du directeur de l'Agence de la Défense Yōzō Ishikawa (lui aussi membre du Kōchikai) dans le second ministère dirigé par Toshiki Kaifu du 28 février au 29 décembre 1990. Puis il est président de la Commission des Communications de la Chambre des représentants de novembre 1991 à janvier 1993, puis de celle des Règles et de l'Administration de septembre 1995 à octobre 1996. Il est ensuite directeur général du bureau des élections du PLD de novembre 1996 à septembre 1997. 
C'est finalement le 11 septembre 1997 qu'il entre pour la première fois au Cabinet du Japon, en tant que directeur de l'Agence des Sciences et des Technologies du second gouvernement remanié de Ryūtarō Hashimoto. Il le reste pendant dix mois, jusqu'au 30 juillet 1998. À ce poste, il signe notamment avec le secrétaire d'État français à l'Industrie Christian Pierret en novembre 1997 un accord sur la construction d'une coopération à long terme entre les deux pays dans le domaine de la recherche et du développement sur la surgénération des réacteurs nucléaires. Il critique également l'agence spatiale japonaise, la National Space Development Agency (NASDA), à la suite de l'échec de trois de ses missions en neuf mois. 
Après la démission de Ryūtarō Hashimoto, Sadakazu Tanigaki est nommé vice-ministre parlementaire pour seconder le chef de sa faction, Kiichi Miyazawa, au ministère des Finances du 31 juillet 1998 au 4 octobre 1999 au début du gouvernement de Keizō Obuchi. Il retrouve une place au Cabinet à la fin de ce dernier et au début du premier de Yoshirō Mori du 25 février au 4 juillet 2000 en tant que président de la Commission de la Reconstruction financière, chargé de réguler le secteur bancaire et de relancer les milieux financiers après la crise économique asiatique de 1997. Connu pour ses qualités de diplomate et son goût du consensus mais aussi ses idéaux réformateurs, il mène notamment les négociations avec la SoftBank au sujet de l'acquisition par cette dernière de la Nippon Credit Bank, placée sous tutelle du gouvernement depuis décembre 1998 en raison de son fort endettement lié à l'éclatement de la bulle spéculative japonaise. Il présente également le 29 juin 2000 une série de règles concernant l'injection de capital dans les associations et coopératives de crédit : celles-ci doivent avoir un ratio de capitaux permanents minimum de 4 % et faire au préalable des efforts suffisants pour se constituer une base capitalistique en faisant appel aux entreprises locales pour pouvoir bénéficier ensuite d'un renflouement de l'État, le tout afin de stabiliser les systèmes financiers locaux. Toutefois, il connaît un échec concernant le sauvetage de la chaîne de grands magasins Sogo, son plan de renflouement faisant appel à une participation des contribuables entraînant une véritable levée de boucliers à la Diète et étant finalement désavoué par le Premier ministre Yoshirō Mori. Il n'est pas reconduit dans le second cabinet formé par Mori le 4 juillet 2000.

### Partisan de Katō et ministre de Koizumi

#### Soutien de la «rébellion Katō»
Après son retrait du gouvernement, Sadakazu Tanigaki soutient le nouveau chef de sa faction, l'une des figures du camp réformateur du parti (avec Jun'ichirō Koizumi et Taku Yamasaki), Kōichi Katō, dans sa rébellion contre Yoshirō Mori. En effet, le 20 novembre 2000, l'opposition décide de déposer une motion de censure contre le gouvernement. Or, rapidement, Kōichi Katō annonce qu'il pourrait la voter pour protester contre la gestion opaque du PLD par le « groupe des 5 » et les nombreux dérapages du Premier ministre et de son cabinet, étant bientôt rejoint en ce sens par son allié de longue date Taku Yamasaki. Une telle éventualité entraînerait l'adoption de la motion et donc la chute du gouvernement : en effet, la coalition gouvernementale dispose d'une majorité de 272 élus sur 480, soit 31 de plus que la majorité absolue et une marge de manœuvre assez faible puisque les deux factions rebelles comprennent, une fois leurs effectifs cumulés, 64 représentants. Mais le Kōchikai se divise sur la conduite à tenir : sur ses 45 députés, seulement 21 (dont Tanigaki) soutiennent l'initiative de Katō, les 24 autres, emmenés par les anciens Premiers ministres Zenkō Suzuki et Kiichi Miyazawa, annonçant leur volonté de voter contre la censure. Finalement, lors du vote le 21 novembre, Katō et Yamasaki ainsi que 40 partisans de leur fronde (dont 36 de leurs factions respectives, et parmi eux Sadakazu Tanigaki) ne se déplacent pas, choisissant ainsi de ne pas apporter leur voix à la motion (qui est donc rejetée, par 190 voix pour et 237 contre) tout en marquant leur désaccord avec l'équipe gouvernementale. L'échec de cette « rébellion Katō » entraîne l'entrée de ses partisans dans une relative traversée du désert (qui se terminera avec l'arrivée au pouvoir six mois plus tard d'un autre réformateur, Jun'ichirō Koizumi) et la division du Kōchikai en deux factions distinctes : celle de Mitsuo Horiuchi (puis Makoto Koga) réunissant ceux ayant voté contre la censure, plus conservateurs et nationalistes tout en restant modérés, et celle de Katō. 
Sadakazu Tanigaki devient rapidement l'un des principaux lieutenants de Kōichi Katō (dont il est le secrétaire général au sein du Kōchikai) et lorsque celui-ci doit se mettre en retrait de la scène politique en mars 2002 à la suite d'un scandale financier, il devient le véritable chef de sa faction (même si sa présidence revient officiellement jusqu'en 2005 à Sadatoshi Ozato). Preuve de ce nouveau poids au sein du parti, il est nommé ministre par Jun'ichirō Koizumi lors du premier remaniement de son premier gouvernement le 30 septembre 2002. Il y reste jusqu'au départ du populaire Premier ministre quatre ans plus tard, le 25 septembre 2006.

#### Ministre de la sécurité publique et alimentaire et de la revitalisation industrielle

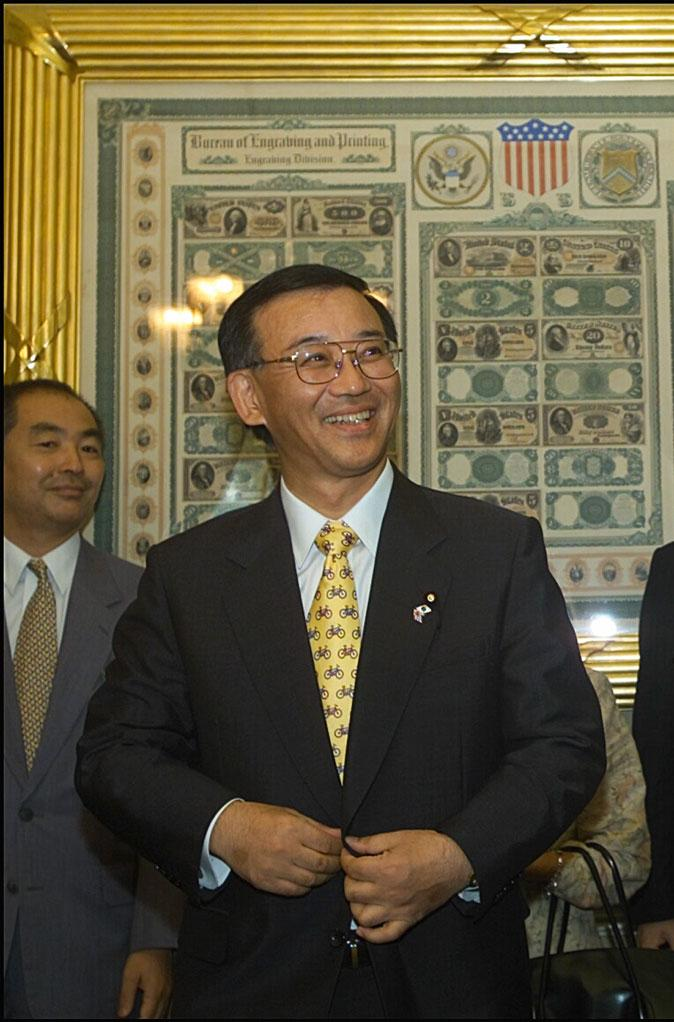
Sadakazu Tanigaki, directeur de la Commission nationale de sécurité publique, en 2003

Il est tout d'abord, jusqu'au 22 septembre 2003, directeur de la Commission nationale de sécurité publique (agence gouvernementale supervisant notamment les actions policières, de maintien de la paix publique et de secours), ainsi que ministre d'État pour la commission de sécurité alimentaire (renommé le 1er juillet 2003 en ministre d'État à la sécurité alimentaire) et, à partir du 8 novembre 2002, également ministre d'État pour la Corporaton à la revitalisation industrielle. 
Pour ce dernier poste, il est chargé de superviser la mise en place de cet organisme que Tanigaki présente lui-même comme un « hôpital pour les compagnies malades qui peuvent en sortir guéries », cette nomination est beaucoup commentée, en raison de la personnalité de Tanigaki, perçu comme un « excellent coordinateur, mais pas quelqu'un qui prenne des initiatives » par l'analyste politique Shigenori Okazaki, et des fortes pressions politiques s'exerçant sur cette nouvelle institution. Il présente en décembre 2002 le plan définissant la mission de cette corporation s'échelonnant sur cinq ans, les deux premières années étant consacrées au rachat des prêts douteux provenant des banques de crédit du secteur secondaire et les suivantes à leur revente, mettant en place une série de critères que les compagnies problématiques et leur banque doivent respecter pour obtenir une intervention de l'agence de revitalisation (comme une croissance minimum de 2 points du taux de retour sur capitaux propres, ou encore que les revenus bruts dépassent les dépenses brutes) et obligeant les entreprises ayant obtenu le rachat de leurs prêts douteux par l'institution à trouver des sponsors pour relancer leurs affaires, tout en prévoyant une certaine flexibilité et une étude au cas par cas des dossiers pour l'application de ces décisions. Afin de financer ces rachats de prêts, Sadakazu Tanigaku propose d'avoir recours à l'argent des contribuables. 
En tant que ministre à la sécurité alimentaire, il doit faire face à une série d'évènements effrayant les consommateurs quant à la qualité de leur nourriture : le développement de l'encéphalopathie spongiforme bovine (ou maladie de la vache folle) au Japon, un scandale de faux étiquetages de la viande et d'autres produits, la découverte d'un taux élevé de pesticides dans les légumes importés et des morts ou maladies causées par des compléments diététiques chinois. Afin de redonner de la confiance, il défend une série de lois prévoyant, entre autres, la création d'une commission de la sécurité alimentaire chargée d'évaluer les effets sur la santé de certains produits à la consommation, le renforcement de la surveillance de la distribution de la viande (avec l'obligation pour les éleveurs de tenir un registre des numéros assignés à chaque tête de bétail, numéros devant ensuite être indiqués par les grossistes et détaillants sur leur étiquetage du produit afin de mieux contrôler l'origine de la viande), la lutte contre les pratiques de faux ou mauvais étiquetages des produits alimentaires et l'élévation de la peine maximale d'1 million à 100 millions de yens pour les entreprises ayant vendu ou importé de la nourriture contenant des résidus de pesticide.
À la tête de la Commission nationale de sécurité publique, il participe aux côtés du ministre de la Justice Mayumi Moriyama à la première signature par le gouvernement japonais d'un traité bilatéral de coopération pénale en matière d'affaires criminelles, en l'occurrence avec les États-Unis dans le cadre de la guerre contre le terrorisme, le 5 août 2003. Dans le cadre de ce traité, il se met notamment d'accord avec le Procureur général américain John Ashcroft pour que les deux pays partagent des informations concernant la Corée du Nord. 
Il fait partie des quatre ministres qui visitent le sanctuaire Yasukuni (lieu de culte shintō où la mémoire des anciens soldats morts pour le Japon est honorée et parmi lesquels se trouvent plusieurs criminels de guerre de classe A de l'expansionnisme du Japon Shōwa) le 15 août 2003, date anniversaire de la fin de la Seconde Guerre mondiale, montrant ainsi une certaine proximité avec les milieux nationalistes. Jun'ichirō Koizumi, qui a visité le sanctuaire controversé chaque année de son mandat, ne s'y est toutefois par rendu le 15 août avant 2006.

#### Ministre des Finances

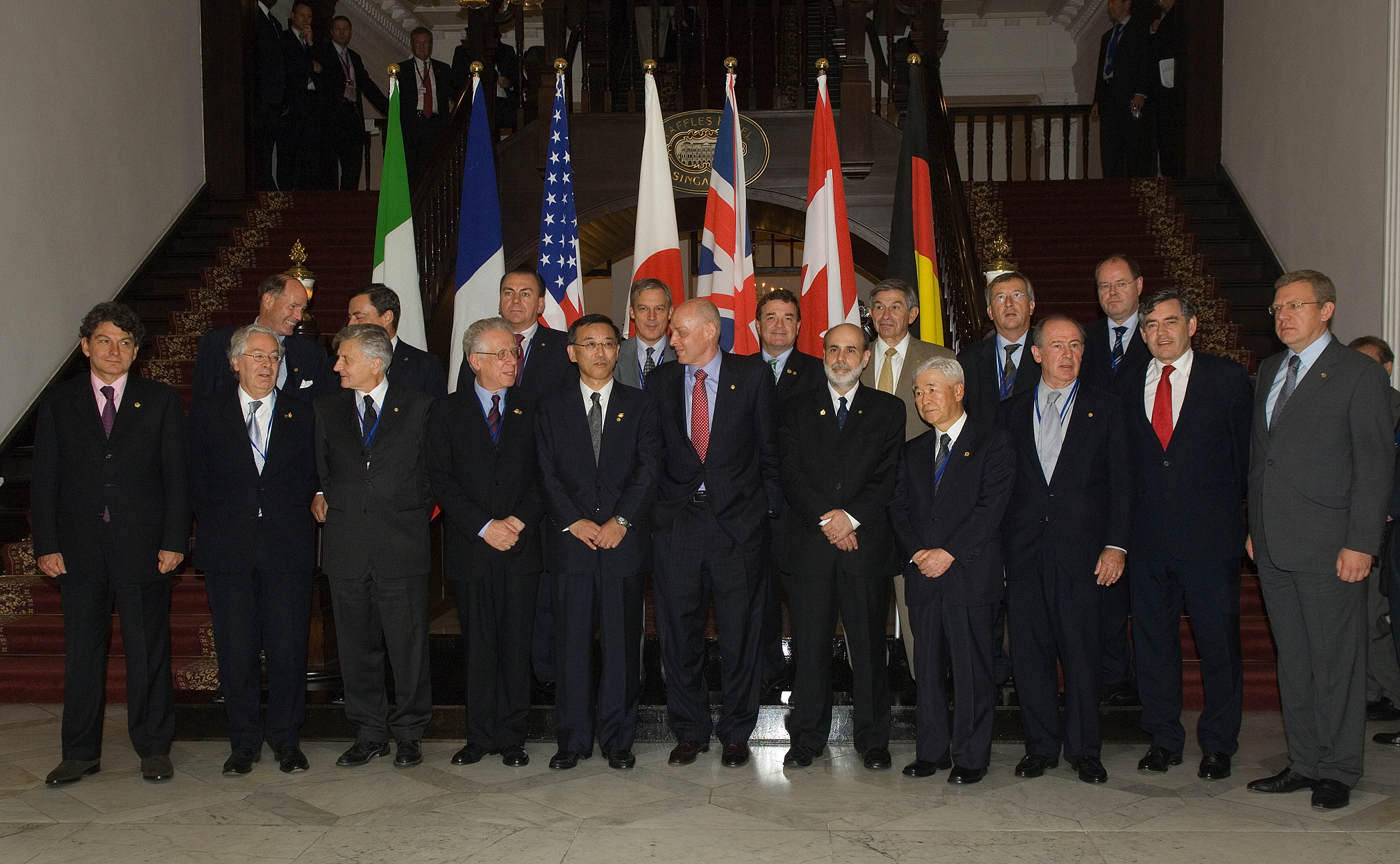
Sadakazu Tanigaki lors du bureau annuel des gouverneurs du FMI le 16 septembre 2006

Mais Sadakazu Tanigaki ne devient un poids lourd du gouvernement qu'après sa nomination au poste de ministre des Finances lors du second remaniement du premier cabinet de Jun'ichirō Koizumi le 22 septembre 2003, poste qu'il conserve pendant trois ans dans les deuxième puis troisième ministères Koizumi jusqu'au 26 septembre 2006. Partisan d'une certaine stabilité au sein du Forex, il critique les fluctuations à la hausse du yen, qu'il juge « spéculatives », par rapport au dollar, soutient en 2006 la réforme de la politique monétaire de la république populaire de Chine (qui décide de fixer la valeur du yuan en fonction d'un panier de devises étrangères alors qu'auparavant elle n'était fixée que par rapport au dollar). Il se sert également de l'importante contribution du Japon (la seconde après celle des États-Unis) au budget de l'ONU pour faire pression sur celle-ci dans le but de voir le rôle politique de son pays augmenter au sein de la scène internationale et notamment d'obtenir un siège de membre permanent au Conseil de sécurité. 
Ministre des Finances durant une période de relance économique au Japon, avec une croissance du PIB comprise entre 2 et 3 % entre 2004 et 2006 (la première croissance soutenue à plus de 2 % sur plusieurs années de suite depuis 1991) alors qu'elle était retombée à pratiquement 0 en 2001 et 2002 tandis que le prêt bancaire se développe (l'encours des prêts non ajustés augmentant en avril 2006 de 1,2 % sur une base annuelle, soit le taux le plus haut depuis 10 ans), Tanigaki définit alors deux nouveaux obstacles à relever pour le Japon : l'émergence de nouveaux marchés concurrents et le problème démographique, la population japonaise ayant commencé à décliner en 2005. Concernant ce dernier problème, il se dit favorable au développement d'une immigration sélective de travailleurs qualifiés venant de l'étranger, déclarant : « Beaucoup de gens pensent que le Japon est une société fermée. Il est impératif pour nous de devenir une société ouverte », et décide de « s'attaquer de front au déficit budgétaire » ». Conservateur fiscal, dès son entrée en fonction, il définit comme priorité la nécessité d'une discipline budgétaire et, s'il se range à la promesse de son Premier ministre de ne pas augmenter le taux de 5 % alors en vigueur de la taxe sur la consommation, il considère une hausse inévitable dans le futur. 
Ainsi, le premier budget de l'État japonais qu'il présente (pour l'année fiscale 2004) est-il « virtuellement stable », s'établissant au total à 82,11 billions de yens de dépenses, soit une croissance d'à peine 0,4 % par rapport à celui du budget 2003, et proposant notamment des coupes dans les secteurs des travaux publics (-3,5 % pour la troisième année consécutive), l'éducation (-5,9 %), l'aide officielle au développement (-4,8 %, la cinquième baisse d'affilée pour atteindre le taux le plus bas depuis 15 ans) et la défense (-1 %, la seconde après celle de 2003 et la plus forte qu'aient connu les Forces japonaises d'autodéfense), tandis que seule la sécurité sociale connaît une hausse significative de ses dépenses (+ 4,2 %). Le budget pour l'année 2005 reprend les mêmes principes en les renforçant avec une hausse légère des dépenses de l'État (à 82,18 billions de yens, soit à peine 0,1 % de plus qu'en 2004 pour les dépenses totales et une baisse de 0,7 % des pertes comptables générales) et des réductions dans tous les secteurs à l'exception de la sécurité sociale (celle-ci connaissant toutefois une croissance plus faible de ses dépenses que l'année précédente, à +2,9 %) et des intérêts de la dette nationale (qui coûtent cette année-là 5 % supplémentaires à l'État japonais en raison d'une augmentation des obligations en circulation). Enfin, le budget 2006 est l'aboutissement de sa politique de rigueur puisqu'il est le premier en huit ans à passer sous la barre des 80 billions de yens pour s'établir à 79,69 billions (soit une baisse générale de plus de 3 % des dépenses par rapport à celui de 2005), avec notamment une émission des obligations gouvernementales ramenées en dessous des 30 billions de yens (à 29,97 billions exactement, soit une décrue de près de 13 % en un an) pour la première fois en cinq ans, des coupes pratiquement généralisées (y compris dans le secteur de la sécurité sociale) et une baisse des subventions aux collectivités locales tout en envisageant une possible hausse des impôts (en particulier de la taxe de la consommation) sans la rendre effective,. 
Cette politique, ajoutée à l'amélioration de la conjoncture économique générale du pays qui entraîne une hausse des rentrées fiscales, permet au déficit public de se contracter durant le passage de Sadakazu Tanigaki au ministère des Finances, sans arriver toutefois jusqu'à un renversement total de la tendance et à un retour à l'excédent : alors qu'il avoisinait les 8 % du Produit intérieur brut avant son arrivée (pour les années fiscales 2002 et 2003), il n'en représente plus que moins de 2,5 % en 2006, tandis que la dette publique brute se stabilise (sans décroître) aux alentours de 180 % du PIB à partir de la mi-2005. En juin 2006, quelques mois avant le retrait annoncé du pouvoir de Koizumi, Tanigaki, son collègue à la Politique économique, financière et fiscale Kaoru Yosano (lui aussi un conservateur fiscal) et le gouvernement présentent un plan de réforme budgétaire dont le but est de retrouver un excédent primaire d'ici 2011 et reprenant l'essentiel des idéaux du ministre, en prévoyant notamment une hausse des revenus de l'État de 16 billions de yens sans émission supplémentaire d'obligations gouvernementales par une hausse des impôts (et en particulier de la taxe sur la consommation) et la continuation des coupes budgétaires passant par une réforme des finances publiques locales (en réduisant le pourcentage des revenus fiscaux nationaux transférés aux gouvernements des collectivités ou encore en diminuant les salaires des fonctionnaires territoriaux).

### Un favori de taille pour leKantei

#### Un des successeurs de Koizumi

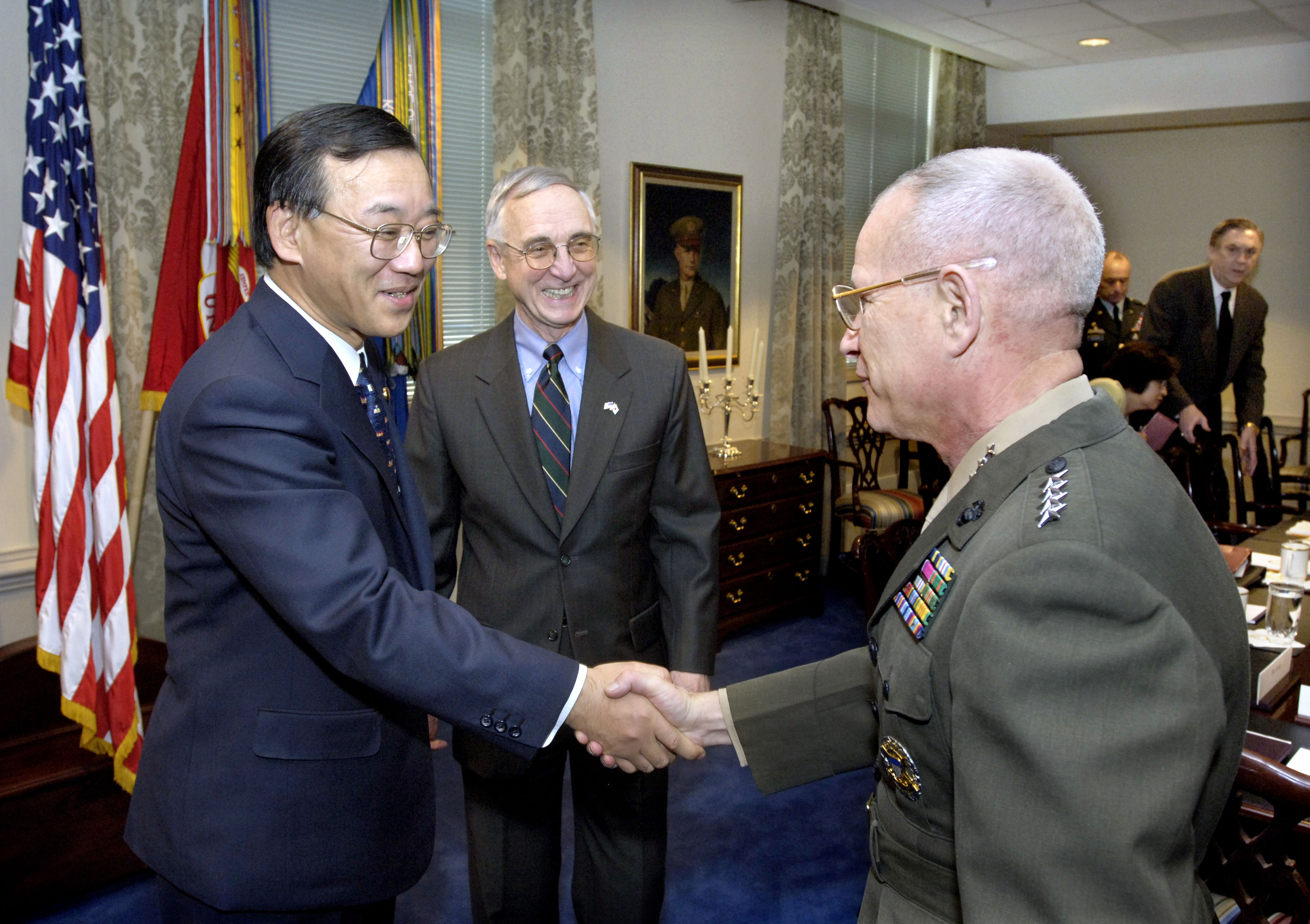
Sadakazu Tanigaki au Pentagone le 13 janvier 2006

Fort d'un bilan riche en réformes, salué par de nombreux économistes, au ministère des Finances, généralement applaudi au sein de la majorité de centre droit dominée par le PLD, et d'un statut désormais affirmé de poids lourds du parti (il est le titulaire de l'un des plus importants portefeuilles du Cabinet depuis trois ans et désormais le seul chef de la faction Kōchikai-Katō depuis qu'il a hérité de sa présidence après le retrait de Sadatoshi Ozato en 2005), Sadakazu Tanigaki est présenté par les analystes politiques comme l'un des quatre successeurs potentiels de Jun'ichirō Koizumi au Kantei, la résidence officielle du Premier ministre japonais (celui-ci ayant annoncé dès 2001 qu'il ne briguerait pas plus de deux mandats à la tête du PLD), aux côtés du Secrétaire général du Cabinet Shinzō Abe (soutenu par la jeune génération, dite des « enfants de Koizumi », et par l'aile la plus conservatrice du parti), le ministre des Affaires étrangères Tarō Asō (un nationaliste populiste) et l'ancien Secrétaire général du Cabinet Yasuo Fukuda (considéré comme l'éminence grise de Koizumi jusqu'en 2004, un pragmatique sur le plan diplomatique soutenu par le monde des affaires), tous trois fils ou petits-fils de précédents Premiers ministres.
Sadakazu Tanigaki est alors le premier à déclarer sa candidature à l'élection du président du PLD, dès le 27 juillet 2006, en mettant l'accent sur les questions économiques et fiscales (en appelant notamment à respecter à la lettre le nouveau plan budgétaire qu'il vient de présenter et à augmenter le taux de la taxe à la consommation de 5 à 10 % pour faire face aux nouvelles dépenses que causera dans le futur le vieillissement de la population) et sur l'amélioration des relations diplomatiques en Asie mises à mal les années précédentes en particulier par les visites annuelles de Jun'ichirō Koizumi au controversé sanctuaire Yasukuni. Tanigaki annonce ainsi qu'il ne visiterait pas le sanctuaire (auquel il s'était rendu précédemment, le 15 août 2003, lorsqu'il était directeur de la Commission nationale de sécurité publique) s'il devenait Premier ministre et qu'il s'efforcerait à créer un lien fort entre les chefs d'État asiatiques tout en se rapprochant tout particulièrement de la république populaire de Chine et de la Corée du Sud, s'opposant en ce sens à Shinzō Abe (un « faucon » qui défend les visites de Yasukuni par les précédents Premiers ministres comme une « affaire de cœur », s'est lui-même rendu au sanctuaire en avril précédent tout en restant vague sur ses propres intentions à le visiter pendant son mandat de chef de gouvernement, veut maintenir une attitude forte vis-à-vis des régimes non démocratiques asiatiques que sont la Chine populaire ou la Corée du Nord, et entretenir des relations privilégiées avec d'autres nations de la région telles que l'Inde, Taïwan ou l'Australie) mais rejoignant les positions de Yasuo Fukuda.
Bien que soutenu par sa propre faction (12 députés et 3 conseillers, mais également son ancien chef Kōichi Katō qui officiellement n'en fait plus partie) et son éternelle alliée, celle de Taku Yamasaki (34 députés et 3 conseillers), celles-ci ne sont que de tailles moyennes en comparaison du Seiwakai (faction de l'ancien Premier ministre Yoshirō Mori et à laquelle appartient Shinzō Abe) et du Heiseikai (faction de l'ancien Premier ministre Ryūtarō Hashimoto) qui soutiennent dans leur ensemble Abe. De plus, il est nettement moins populaire auprès de la base (et plus généralement de la population) que Shinzō Abe, qui bénéficie d'une image de jeune élu dynamique et décomplexé, et la décision de Yasuo Fukuda (lui aussi membre du Seiwakai ou faction Mori) de ne pas se présenter est perçue comme le dernier obstacle se levant devant l'élection d'Abe. Le jour du scrutin, le 20 septembre 2006, Sadakazu Tanigaki est battu, arrivant en troisième et dernière position avec 102 voix (dont 66 parlementaires sur 402 et seulement 36 délégués des fédérations locales sur 300), loin derrière Shinzō Abe qui est élu avec 464 votes réunis (267 parlementaires et 197 délégués) et dépassé de peu par Tarō Asō et ses 136 suffrages (69 parlementaires et 67 délégués). Si Tarō Asō est associé à la nouvelle direction (il est confirmé comme ministre des Affaires étrangères jusqu'en août 2007 avant de devenir secrétaire général, et donc no 2 du parti), Sadakazu Tanigaki n'est pas repris par Shinzō Abe dans son Cabinet (qui ne comporte d'ailleurs plus aucun membre de sa faction) et n'obtient aucun poste au sein de l'exécutif du parti.

#### Opposant à Abe puis à Asō
Durant la période de gouvernement de Shinzō Abe (2006-2007), Sadakazu Tanigaki intervient à plusieurs reprises pour critiquer la politique menée par ce dernier, comme l'accent mis par la nouvelle administration sur une réforme constitutionnelle et le retour de la punition corporelle à l'école alors que les scandales et les démissions de ministres se succèdent. Il déclare ainsi : « Je ne suis pas sûr que la révision de la Constitution doive être la priorité n°1. Il y a tant de problèmes qui touchent plus la population, comme la sécurité sociale ou la faible natalité ». À la veille des élections à la Chambre des conseillers du 29 juillet 2007, auxquelles tous les sondages et analystes prévoient une nette victoire de l'opposition, Tanigaki demande implicitement la démission d'Abe en cas de défaite en déclarant : « Lorsque nous perdons les élections, la tête du PLD a toujours fait en sorte d'en prendre la responsabilité. Ainsi, si nous ne prenons pas la majorité, quelqu'un doit en prendre la responsabilité ». Une fois la perte pour la majorité du contrôle de la chambre haute du Parlement faite, il fait partie, avec d'autres officiels du PLD tels que Takeshi Noda ou Kōichi Katō, de ceux défendant une démission du Premier ministre. Il est lui-même pressenti pour succéder à ce dernier dans une telle éventualité, face au secrétaire général Tarō Asō. 
Mais lorsque Shinzō Abe se décide finalement à quitter le pouvoir le 12 septembre 2007, Sadakazu Tanigaki renonce à se présenter pour se rallier deux jours plus tard à la candidature de Yasuo Fukuda (avec qui il partage ses visions modérées et pro-coopération asiatique en matière de politique étrangère) et former avec les deux autres factions modérées et libérales (le Kōchikai de Makoto Koga et le groupe de Taku Yamasaki) un « front anti-Asō » pour barrer la route au très controversé mais populaire secrétaire général sortant du parti, considéré comme le dauphin désigné d'Abe. Également soutenu par l'essentiel des deux plus grosses factions (le Seiwakai et le Heiseikai) et par Jun'ichirō Koizumi, Fukuda fait figure de grand favori et est finalement élu à la présidence du PLD le 23 septembre 2007 par 330 voix sur 527 suffrages exprimés (254 parlementaires sur 386, 76 délégués des fédérations locales sur 141) contre 197 à Tarō Asō (132 parlementaires et 65 délégués). 
Pour le récompenser de son soutien, Yasuo Fukuda le nomme le lendemain de sa victoire président du conseil de recherche politique du PLD, un poste stratégique (le troisième plus important dans la hiérarchie du mouvement après ceux de président et de secrétaire général) chargé de superviser l'élaboration du programme politique du parti. Il définit ainsi à cette occasion la priorité de la majorité : « Il faut poursuivre les réformes mais en même temps il faut prendre des mesures pour ceux qui ont le sentiment d'être laissés pour compte ». En parallèle, il organise un rapprochement de sa faction avec l'autre branche issue du Kōchikai, dirigée par Makoto Koga, et mettre ainsi un terme à la division de ce groupe. Déjà alliés pour faire élire Yukio Fukuda, les deux « frères ennemis » annoncent leur fusion future dès décembre 2007. Finalement, le 13 mai 2008, les 12 représentants et les 3 conseillers de la faction Tanigaki ainsi que les 38 députés et 6 élus à la chambre haute de celle de Makoto Koga se rejoignent au sein du Kōchikai qui redevient la troisième plus importante tendance interne au PLD. Makoto Koga en prend la présidence et Sadakazu Tanigaki le poste spécial de « gérant en chef ». 
Lors du remaniement gouvernemental du 1er août 2008, Yasuo Fukuda, en difficulté dans les sondages, appelle dans son Cabinet plusieurs poids lourds du parti dont Sadakazu Tanigaki, nommé ministre du Territoire, des Infrastructures et des Transports, également chargé du Tourisme et des Affaires maritimes. Il le reste jusqu'à la démission du Premier ministre le 1er septembre suivant. Il fait ensuite une nouvelle fois figure de « Premier ministrable » mais ne se présente pas, décidant de partager la responsabilité de l'échec du gouvernement Fukuda en tant que ministre sortant. S'il ne soutient officiellement aucun candidat, plusieurs membres du Kōchikai ayant appartenu à sa faction se rangent derrière la candidature de Kaoru Yosano qui partage les mêmes visions que lui en matière de rigueur budgétaire et de politique fiscale. Tarō Asō étant cette fois-ci élu, Tanigaki est mis légèrement en retrait, n'héritant dans la nouvelle direction que de la vice-présidence de la commission des taxes du PLD le 29 septembre 2008. 
Lors des élections législatives du 30 août 2009, il doit faire face dans sa circonscription, la 5e de la préfecture de Kyōto, à la candidature d'une des « Ozawa Girl » (小沢ガールズ, Ozawa gaaruzu, jeunes femmes charismatiques et dynamiques issues de la société civile et formées aux campagnes politiques par le stratège électoral du principal parti d'opposition, Ichirō Ozawa, pour être opposées aux principales figures de la majorité, tactique qui s'avèrera payante), Mai Ohara (35 ans). Bien que favori, il connaît alors sa victoire la plus serrée depuis la création de ce district électoral en 1996 : alors qu'il avait été réélu à chaque fois à la majorité absolue et avec plus de 60 000 voix d'avance sur son principal adversaire, il ne devance cette fois sa jeune adversaire que de 7 000 votes avec 46,5 % des suffrages contre 42,8 % à Ohara. Il est alors l'un des quelques députés libéraux-démocrates à conserver sa circonscription (ils sont 64, contre 219 lors de la précédente mandature).

### Chef de l'opposition
Après la démission de Tarō Asō le soir même de l'élection à la suite de l'échec de la majorité et à l'arrivée au pouvoir du PDJ, Sadakazu Tanigaki hésite un temps avant de finalement présenter sa candidature le 13 septembre 2009 pour prendre la tête de ce qui sera désormais le principal parti d'opposition parlementaire. Durant sa campagne, outre ses traditionnelles positions en matière économique et financière (telle que l'augmentation de la taxe sur la consommation), il déclare vouloir engager le parti « sur le chemin doré du conservatisme » en le recentrant sur ses fondamentaux idéologiques tels que les valeurs collectives et familiales ou l'amour de la patrie, de la culture japonaise et de l'environnement. Il appelle également à une réforme nécessaire du parti en donnant plus de voix aux fédérations locales et en favorisant la médiation entre les différentes tendances et générations du mouvement afin de présenter un front uni face à la nouvelle majorité. 
Sa personnalité modérée et réputée diplomate, sa solide expérience ministérielle et le soutien de personnalités majeures du mouvement non impliquées dans le gouvernement Asō (dont les deux candidats sur les quatre qui s'étaient opposés à Tarō Asō lors de l'élection présidentielle libérale-démocrate de 2008 à n'avoir pas participer à son cabinet : les réformateurs libéraux Nobuteru Ishihara et Yuriko Koike), il fait rapidement figure de grand favori. De plus, ses deux jeunes adversaires (tous deux ayant 46 ans), Tarō Kōno (fils du seul autre président du PLD à avoir été chef de l'opposition avant Tanigaki, Yōhei Kōno, faisant campagne sur la suppression des factions, la mise en avant de la jeune garde du parti dans sa gestion pour être plus combattif vis-à-vis du gouvernement et lui aussi la défense d'une hausse des impôts) et Yasutoshi Nishimura (un quasi inconnu du grand public mais soutenu par quelques figures telles que les anciens ministres d'Asō Ryū Shionoya, Kunio Hatoyama et Kaoru Yosano, il est le candidat le plus critique à l'égard des réformes de Koizumi auxquelles Tanigaki a participé en tant que ministre des Finances et qui, selon lui, ont contribué à creuser le fossé social, il appelle à augmenter le poids des militants dans la gestion du parti et la lutte contre la bureaucratie et apparaît également comme le plus nationaliste des candidats, se prononçant pour les visites de parlementaires au sanctuaire Yasukuni) n'ont jamais occupé de postes ministériels et paraissent donc manquer d'expérience. Sadakazu Tanigaki est finalement élu à la présidence du PLD le 28 septembre 2009 par 300 des 499 voix d'un collège de parlementaires et responsables locaux du parti (il réunit notamment les votes de 120 des 199 parlementaires, et 180 des 300 voix des délégués des fédérations) contre 144 à Tarō Kōno (35 parlementaires seulement mais 109 délégués) et 54 à Yasutoshi Nishimura (43 parlementaires et 11 délégués), un choix présenté par les analystes tels que Junichi Takase comme « le plus sûr pour obtenir un consensus dans le parti, mais manquant d'impact auprès des citoyens à un moment où le parti a également besoin de leur soutien ». 

#### La mise en place
Il promet une réforme du parti et déclare : « Nous devons retourner aux sources du PLD pour qui la politique est au service du peuple ». Le lendemain de sa victoire, il fait appel à des vétérans du parti pour former sa nouvelle équipe dirigeante : il nomme ainsi le président sortant du comité des affaires de la Diète et ancien ministre de l'Agriculture de Jun'ichirō Koizumi (entre 2002 et 2003) Tadamori Ōshima (63 ans, faction Kōmura) comme secrétaire général et numéro 2 du mouvement ; le ministre de l'Agriculture de Tarō Asō (et ancien candidat à la présidence du PLD en 2008 sur un programme très sécuritaire) Shigeru Ishiba (52 ans, Heiseikai) à la présidence du Conseil de Recherche politique ; son directeur de campagne lors de ces élections présidentielles Ryōtarō Tanose (65 ans, faction Yamasaki) à la tête du Conseil général ; et l'ancien ministre des Transports de Keizō Obuchi (1998-1999) puis de la Santé de Koizumi (2005-2006) Jirō Kawasaki (61 ans, Kōchikai et ancien de la faction Tanigaki) à la présidence du comité des Affaires de la Diète.
Sa première attaque contre le gouvernement Hatoyama a lieu le 1er octobre 2009 au sujet de la décision de la nouvelle administration d'interrompre un certain nombre de projets de travaux publics afin de lutter contre ce qu'elle considère comme du « gaspillage budgétaire », et notamment celui du barrage de Yanba dans la préfecture de Gunma. Il défend alors l'importance du rôle de conseil joué par les fonctionnaires qui, selon lui, sont au fait des tenants et aboutissants de la mise en application des politiques gouvernementales et doivent donc être consultés par les hommes politiques. Il définit également à cette occasion l'attitude de son parti dans l'opposition : « Nous ne nous contenterons pas de seulement rejeter (les projets de loi) ou de dire qu'ils ne sont pas bons - nous devons dire également que nous coopérons avec les bons textes législatifs. Mais, dans le même temps, nous corrigerons ce qui nécessitera d'être corrigé ». Le 19 octobre suivant, il visite le sanctuaire Yasukuni dans le cadre des célébrations shintō du festival d'automne. Alors qu'il s'est lui-même opposé par le passé aux déplacements des responsables politiques dans ce lieu de culte controversé, cet acte est vu par les observateurs comme un symbole visant à conforter l'électorat conservateur et nationaliste du parti. Il est le premier chef d'un grand parti japonais à visiter le sanctuaire depuis Jun'ichirō Koizumi en 2006. Il s'y rend à nouveau le 15 août, jour commémorant la fin de la Seconde Guerre mondiale, en 2010, en 2011 et en 2012. Tanigaki est désormais, au même titre que Abe et la plupart des membres de son gouvernement, affilié au lobby révisionniste Nippon Kaigi.

#### Critiques et dissidences
Sa manière de mener la nouvelle opposition est toutefois vite contestée au sein de son propre parti, plusieurs voix s'élevant pour lui reprocher de ne pas assez mettre à profit les difficultés du gouvernement (notamment les affaires de financement politique touchant le Premier ministre Yukio Hatoyama et le secrétaire général Ichirō Ozawa) et la baisse de ce dernier dans les sondages pour renforcer la position du PLD qui reste à un niveau de popularité relativement bas, de ne pas être assez offensif dans les débats parlementaires (critiques formulées notamment par trois anciens ministres de Tarō Asō : Kunio Hatoyama, Kaoru Yosano et le toujours très populaire Yōichi Masuzoe) et de ne pas aller assez vite dans la modernisation du parti (appelée tout particulièrement par ses deux adversaires de l'élection à la présidence, Tarō Kōno et Yasutoshi Nishimura). Cela se traduit par de nombreuses dissidences. En décembre 2009, trois membres de la Chambre des conseillers quittent le parti pour siéger comme indépendants : Kōtarō Tamura de la préfecture de Tottori le 18 décembre (il rejoint finalement le PDJ le 8 février 2010, un changement de camp d'autant plus préoccupant pour le PLD qu'il fait partie des conseillers dont le mandat doit être renouveler lors de l'élection de juillet 2010), Tamon Hasegawa de celle d'Ibaraki le 22 et Toshio Yamauchi de Kagawa le 25 (cette défection-ci est toutefois perçue comme un « échange » avec le petit parti du Club Kaikaku, un allié du PLD, auquel Yamauchi, qui a d'ores et déjà annoncé qu'il ne se représentait pas au scrutin de juillet 2010, adhère le 8 janvier 2010, tandis que six jours plus tard l'un des membres du Club, Shinpei Matsushita, rejoint le principal parti d'opposition afin d'obtenir son investiture dans la préfecture de Miyazaki aux prochaines élections). Kunio Hatoyama démissionne à son tour officiellement du parti le 24 mars 2010. 
Il est suivi par Kaoru Yosano et le secrétaire général délégué du parti Hiroyuki Sonoda le 7 avril (après l'avoir annoncé le 2), puis le lendemain par le conseiller et ancien ministre des Transports (de 1997 à 1998) Takao Fujii le lendemain et un autre membre de la Chambre haute, Yoshio Nakagawa. Ces quatre derniers fondent le 10 avril 2010 avec un député indépendant ayant quitté le PLD par opposition à la privatisation de la poste en 2005, Takeo Hiranuma, et le gouverneur de Tōkyō Shintarō Ishihara, connus pour leurs positions conservatrices et nationalistes, un nouveau parti inscrit dans l'opposition au PDJ, baptisé Tachiagare Nippon (たちあがれ日本, littéralement « Debout, Japon ») ou officiellement traduit en anglais par Sunrise Party of Japan (SPJ). Yōichi Masuzoe, qui mène dans les sondages comme l'homme politique préféré pour devenir le prochain Premier ministre (un sondage du Yomiuri Shimbun lui donne un taux de 27 %), dit également envisager de créer son propre parti et quitte à son tour le PLD le 22 avril.

#### La réorganisation du PLD en force d'opposition
Afin de contrer cette hémorragie, Sadakazu Tanigaki réagit notamment en créant le 6 avril 2010 un cabinet fantôme, la « Commission de renforcement de l'administration » (政権力委員会, Seiken ryoku iinkai) ou Next Japan (ネクスト・ジャパン, Nekusuto Japan), avec pour but d'exposer dans chaque secteur les positions et propositions du parti à destination des médias, de la population ainsi que de la majorité et de participer au processus de réforme et de modernisation du parti, en tentant de préparer notamment un renouvellement générationnel. Sur 14 membres, il n'y nomme que 5 anciens ministres (Masahiko Kōmura aux Affaires étrangères, Yoshimasa Hayashi à la politique économique et fiscale, Ichirō Kamoshita à la Sécurité sociale, Yasuhisa Shiozaki à la Stratégie de croissance, à la compétitivité internationale et à la politique scientifique et technologique et Toshimitsu Motegi aux Affaires générales), ainsi que ses deux adversaires de la présidentielle Tarō Kōno (chargé de l'élimination des gaspillages) et Yasutoshi Nishimura (à l'emploi et aux affaires économiques). Son benjamin, Hiroyuki Yoshiie, élu pour la première fois à la Chambre des conseillers en 2007 et chargé de l'Éducation, de la formation, de la culture et des sports, a 39 ans, et son doyen, Masahiko Kōmura, a 68 ans, tandis que ce « contre-gouvernement » compte 7 quadragénaires (soit la moitié), 4 quinquagénaires et un seul autre hexagénaire, et 4 d'entre eux réalisent leur premier mandat à la Diète (3 conseillers élus en 2007 et 1 représentant de 2009). Malgré ces aspects innovants, le jeu des factions y domine encore, avec seulement trois membres n'appartenant à aucun groupe de pression. Dans le même esprit, il donne le poste de secrétaire général délégué laissé par Sonoda à Tarō Kōno. 
Après les élections à la Chambre haute du 11 juillet 2010, lors desquelles le parti réalise une bonne performance sans détrôner le PDJ comme premier parti ni en voix ni en siège, il remanie le 9 septembre 2010 la direction du mouvement afin d'y renforcer le poids de ce qu'il présente comme la « nouvelle génération » de dirigeants libéraux-démocrates. Il s'agit de trois quinquagénaires sur lesquels il s'appuie de plus en plus, tous des réformateurs devenus célèbres sous le gouvernement Koizumi, candidats à la présidence du PLD en 2008 et par ailleurs déjà vice-présidents du Next Japan : Shigeru Ishiba qui reste président du Conseil de recherche politique (no 4) ; Nobuteru Ishihara qui devient secrétaire général (no 2) ; et Yuriko Koike, première femme à occuper un poste exécutif au sein de la direction du parti, qui devient présidente du Conseil général (no 3). 
Et, le 22 septembre, le Next Japan est remplacé par un Shadow Cabinet plus proche de son homonyme britannique, avec un titulaire pour chaque poste ministériel du gouvernement officiel. Du précédent contre-gouvernement, n'y sont conservés que Shigeru Ishiba (qui obtient la place de Secrétaire général du Cabinet fantôme), ses deux adversaires de la présidentielle de 2009 : Tarō Kōno (ministre d'État fantôme à la Revitalisation du gouvernement et à la Réforme de la Fonction publique) et Yasutoshi Nishimura (ministre fantôme de l'Économie, du Commerce et de l'Industrie), ainsi que le quadragénaire et conservateur fiscal Yoshimasa Hayashi aux Finances et le quinquagénaire Mitsuhiro Miyakoshi à l'Agriculture et aux Forêts. Tous les autres membres (soit 12 sur 17) sont des nouveaux venus, et de plus aucun d'eux n'a jamais fait partie d'un Cabinet par le passé. Ce Shadow Cabinet est également légèrement plus âgé que le Next Japan : le doyen, Naokazu Takamoto, a 69 ans, et le benjamin, Norihisa Tamura, 45 ans, pour un âge moyen à sa formation de 56 ans et 4 mois environ (il n'y a plus que 5 quadragénaires contre 6 quinquagénaires et 6 hexagénaires). Il n'y en a qu'un, à savoir Yasutoshi Nishimura, à ne faire partie d'aucun groupe de pression, tandis que la faction de Tanigaki, le Kōchikai est désormais largement sur-représentée avec 6 ministres fantômes.

#### Trêve de l'après tsunami et demande d'une dissolution
À la suite du séisme du 11 mars 2011 et à ses conséquences (tsunami puis accident nucléaire), il fait adopter au PLD une attitude moins agressive à l'égard du gouvernement tout en refusant dès le 19 mars l'appel du Premier ministre Naoto Kan de former un Cabinet d'union nationale. Et s'il fait voter son parti en faveur des budgets supplémentaires de reconstruction préparés par l'administration démocrate, il obtient en échange de ce vote le report voire l'abandon de certains de ses projets phares (comme l'augmentation de l'aide à l'éducation des enfants ou la gratuité des péages autoroutiers), et il recommence à demander la démission de Naoto Kan à partir du 14 mars. Il dépose en ce sens une motion de censure le 1er juin 2011 qui, si elle est rejetée sans surprise le lendemain par la Chambre des représentants, obtient l'effet escompté, puisque le chef du gouvernement promet son départ rapide afin d'éviter que certains membres de son propre parti (dont Ichirō Ozawa, Yukio Hatoyama et leurs partisans) ne votent la défiance. Naoto Kan démissionne ainsi le 26 août 2011, et est remplacé le 5 septembre par une figure de la jeune garde et aile droite du PDJ, Yoshihiko Noda.
Le troisième, dernier et plus important budget de reconstruction est finalement voté en novembre 2011, et Sadakazu Tanigaki annonce la fin de la trêve parlementaire sur ces questions. Le 2 décembre 2011, il fait déposer des motions de censure contre deux ministres, celui de la Défense, Yasuo Ichikawa (à la suite de l'emploi par l'un des hauts-fonctionnaires de son ministère du terme « viol » pour parler du déménagement de la base de Futenma sur Okinawa) et celui de la Consommation, Kenji Yamaoka (à la suite de la publication d'irrégularités dans ses déclarations de donations politiques). Elles sont rejetées par la Chambre des représentants mais adoptées par la Chambre des conseillers, fragilisant le gouvernement et ses tentatives de négociations avec l'opposition pour faire passer certains textes importants (et surtout sa réforme fiscale et de la sécurité sociale, incluant surtout l'augmentation de la taxe sur la consommation). Les deux ministres sont finalement mis de côté à la faveur d'un remaniement mené le 13 janvier 2012. La même stratégie est employée le 20 avril 2012 contre deux autres membres du gouvernement, à savoir le nouveau ministre de la Défense Naoki Tanaka (que l'opposition taxe d'incompétence au vu de certaines de ses réponses confuses lors des séances de question en commission ou en assemblée plénière et pour sa gestion de la crise du lancement de missiles balistiques nord-coréens d'avril 2012) et celui du Territoire, des Infrastructures, des Transports et du Tourisme Takeshi Maeda (accusé de manquement à la loi électorale sur les fonctions publiques pour avoir signé un document appelant une association locale d'entreprises du bâtiment de soutenir un candidat à la mairie de la ville de Gero dans la préfecture de Gifu, avant que la campagne officielle ne commence). Ces motions sont à nouveau l'une des causes d'un remaniement ministériel opéré le 4 juin suivant, avec un remplacement des deux ministres censurés. 
La presse fait état en mars 2012 d'une rencontre qui aurait été menée le 25 février entre lui et le Premier ministre Yoshihiko Noda. Bien que les deux hommes le démentent, cette nouvelle provoque des remous dans les deux camps. Le 18 mars suivant, il rejette une nouvelle fois l'idée de former une grande coalition sur la question de la réforme fiscale cette fois lancée par le Vice-Premier ministre Katsuya Okada, jugeant qu'« il est impossible de faire quelque chose ensemble », et posant plusieurs préalables à une éventuelle coopération des deux partis pour l'augmentation de la taxe sur la consommation : le fait que le gouvernement convainque sa propre majorité (ce qui implique, pour Tanigaki, de devoir rompre avec Ichirō Ozawa et ses partisans, fortement opposés à ce projet) et qu'il dissolve la Chambre des représentants pour provoquer des élections législatives anticipées. Il finit par offrir le soutien du PLD, joint à celui du Nouveau Kōmeitō, pour voter cette réforme, en échange de la promesse obtenue de Yoshihiko Noda de convoquer des élections législatives anticipées (sans pour autant donner de date). Le projet de loi est ainsi voté par la Chambre des représentants le 26 juin 2012 malgré le vote contraire de 57 députés du PDJ, et le 10 août 2012 par la Chambre des conseillers. Par la suite, Sadakazu Tanigaki, sous pression au sein de son parti pour n'avoir pas réussi à faire annoncer par le Premier ministre une date précise de dissolution, et afin de presser ce dernier à le faire avant la fin de la session parlementaire se terminant en septembre 2012, menace au début du mois d'août de déposer une motion de censure s'ajoutant à celle déjà soumise au vote de la Chambre des représentants par six petits partis opposés à la réforme fiscale, mais décide finalement de ne pas donner suite tandis que le PLD et le Nouveau Kōmeitō s'abstiennent de voter la censure le 9 août 2012.

#### Retrait de la présidence du PLD
Alors que le terme de son mandat de trois ans à la tête du PLD, fixé au 26 septembre 2012, approche, de plus en plus de voix au sein du parti s'élèvent contre une réélection de Tanigaki, mettant en avant la volonté d'un renouvellement générationnel ou lui reprochant de n'avoir pas réussi à obtenir de Yoshihiko Noda une date précise pour la dissolution de la Chambre des représentants ni d'avoir créé un réel rebond du mouvement dans l'opinion publique. De nombreuses figures qui jusque-là avaient montré un certain soutien à sa candidature, finissent par le désavouer à partir du début du mois de septembre 2012. C'est le cas tout d'abord de l'ancien Premier ministre Yoshirō Mori, figure tutélaire de la plus importante faction du parti (le Seiwakai), qui, après avoir indiqué le 24 juillet qu'il n'y avait pas de candidature appropriée à l'exception de celle de Tanigaki, le critique ouvertement lors d'une émission télévisée le 2 septembre sur sa gestion de la motion de censure déposée par d'autres partis d'opposition en août, déclarant alors : « Je pense qu'il y a une limite à ce que M. Tanigaki peut faire. Mes sentiments à son sujet ont complètement changé ». De même, son secrétaire général et jusque-là principal allié pour la gestion du PLD, Nobuteru Ishihara, qui avait auparavant indiqué à plusieurs reprises qu'il ne se présenterait que si Tanigaki ne le faisait pas, fait dans un discours prononcé à Kagoshima également le 2 septembre une remarque perçue par les médias comme un désaveu et un acte implicite de candidature : « Je ne me suis pas investi dans les débats politiques pour soutenir le président Tanigaki. J'ai travaillé avec une forte détermination pour faire quelque chose pour le Japon ». Puis, le 3 septembre, il est indiqué qu'il n'aurait pas non plus l'investiture du chef de sa propre faction, Makoto Koga, avec qui il a toujours eu néanmoins des relations difficiles, ce dernier déclarant préférer voir quelqu'un de plus jeune prendre les rênes du parti.
Finalement, Sadakazu Tanigaki annonce le 10 septembre 2012 qu'il renonce à se présenter pour un deuxième mandat à la tête du PLD. S'il reconnaît que : « Nous sommes juste à un pas de retrouver le contrôle du gouvernement et je souhaitais fortement le faire de mes propres mains », il affirme dans le même temps : « Je ne pense pas que ce soit bon que deux membres exécutifs [du parti] s'affrontent », laissant ainsi le champ libre à Nobuteru Ishihara qui annonce officiellement sa candidature dès le lendemain. C'est finalement Shinzō Abe qui est élu pour lui succéder. 
Aux élections législatives anticipées finalement organisées le 16 décembre 2012, le PLD retrouve une majorité absolue (294 députés sur 480) essentiellement en raison du vote sanction à l'encontre des PDJ (qui retombe à 57 élus seulement). L'abstention est très forte, et les libéraux-démocrates obtiennent des scores en nombre de voix (mais pas en pourcentages) inférieurs à ceux de 2009 pour les deux modes de scrutin. Quoi qu'il en soit, Sadakazu Tanigaki bénéficie de ce contexte pour être de nouveau choisi par une majorité des suffrages exprimés dans sa 5e circonscription de la préfecture de Kyōto, avec 87 879 voix (56,5 %).

### Ministre de la Justice puis secrétaire général du PLD
À la suite de cette victoire, Shinzō Abe est élu Premier ministre le 26 décembre 2012 et nomme le jour même son gouvernement. Il confie le ministère de la Justice à Sadakazu Tanigaki. Celui-ci affirme rapidement son approbation de la peine de mort, en déclarant : « La peine de mort a de forts soutiens parmi les proches des victimes et le public. Je pense que la peine de mort est nécessaire », ou encore que : « Le système de la peine capitale a des bases adéquates et je remplirai mes devoirs en suivant les lois applicables [dans ce domaine] ». Il est remplacé le 3 septembre 2014 par Midori Matsushima. À la place, il devient secrétaire général, et donc numéro deux après Shinzō Abe, du PLD. À ce titre, il est chargé tout particulièrement d'organiser la campagne du parti pour le renouvellement de la moitié de la Chambre des conseillers en 2016.

## Accident et retrait de la vie politique
Victime d'un traumatisme médullaire à la suite d'un accident de bicyclette en juillet 2016, il est remplacé le 3 août 2016 au secrétariat général du parti et reste hospitalisé jusqu'en septembre 2017. N'ayant fait aucune apparition publique durant toute la durée de son hospitalisation, il est toutefois envisagé un retour dès le milieu de l'année 2017, avant qu'il n'annonce finalement renoncer à se présenter aux élections législatives du 22 octobre 2017. Il fait alors son annonce depuis son centre de rééducation, où il apparaît pour la première fois en fauteuil roulant. Par la suite, son premier acte politique officiel ne se fait qu'en octobre 2018, lorsqu'il rencontre le Premier ministre Shinzō Abe. Il s'exprime ensuite devant la convention du PLD de février 2019. Le mois suivant, il décline la proposition faite par le secrétaire général du parti, Toshihiro Nikai, d'être candidat aux élections à la Chambre des conseillers de juillet 2019, affirmant vouloir continuer à se concentrer sur sa rééducation et à sa vie de famille.

## Référence
1. ↑  (ja) Résultats des élections partielles du 7 août 1983 et générales du 18 décembre 1983 dans l'ancien 2e district de Kyōto, sur le site www.senkyo.janjan.jp
2. ↑  (ja) Résultats des élections législatives de 1986, 1990 et 1993 dans l'ancien 2e district de Kyōto, sur le site www.senkyo.janjan.jp
3. ↑  (ja) Résultats des élections législatives de 1996, 2000 et 2003 dans le 5e district de Kyōto, sur le site www.senkyo.janjan.jp
4. ↑  (ja) Résultats des élections législatives de 2005 dans le 5e district de Kyōto « Copie archivée » (version du 18 août 2009 sur Internet Archive), sur le site www.senkyo.janjan.jp
5. ↑  (en) « Kato group splits in LDP power struggle », The Japan Times, 01/02/2001
6. ↑  (en) « Results of the 11th Japan-France Expert Meeting on R&D of Next-Generation Nuclear Reactors and Nuclear Fuel Cycle Systems », site officiel du ministère japonais de l'économie, du commerce et de l'industrie METI
7. ↑  (en) A. SAEGUSA, « Japan's NASDA under fire on launch failure », Nature, 26/03/1998
8. ↑  (en) Bloomberg, CNET News, « Softbank-led group to agree on Nippon Credit Bank acquisition », ZDNet Asia, 31/05/2000
9. ↑  (en) « FRC details rules on injecting capital into credit institutions », The Japan Times, 30/06/2000
10. ↑  (en) « Why the Industrial Revitalization Agency Will Fail », Japan.Inc, 27/11/2002
11. ↑  (en) « Kato may quit faction helm over scandal », The Japan Times, 08/03/2002
12. ↑  (en) K. BELSON, « Overhaul of Japan's Bank Debt Crisis, Take 2 », The New York Times, 12/11/2002
13. ↑  (en) « Revival panel adopts basic guidelines for bailouts », The Japan Times, 20/12/2002
14. ↑  (en) « Food safety bills aimed at restoring public trust », The Japan Times, 08/02/2003
15. ↑  (en) « UNITED STATES AND JAPAN TO SIGN BILATERAL », BNet, 04/08/2003
16. ↑  (en) E. HIROSE, « Japan, U.S. agree to share N. Korea info. », Yomiuri Shimbun, 07/08/2003
17. ↑  (en) China Daily, « Yasukuni Shrine Visit Arouses Concern », China.org.cn, 16/08/2003
18. ↑  (en) AP Worldstream, « Japanese Finance Minister calls yen's rise speculative, vows to fight fluctuations », High Beam, 06/01/2004
19. ↑  (en) Reuters, « Tanigaki urges review of Japan's hefty UN dues », China Daily, 11/01/2006
20. ↑  « Croissance annuelle du PIB (%) - Japon », Perspective Monde
21. ↑  (en) « Cover Story : New Dawn », Global Finance, 06/2006
22. ↑  (en) H. TANAKA, « Tanigaki pledges tight fiscal policy, efficiency », The Japan Times, 26/09/2003
23. ↑  (en) R. HANSON, « Ho, ho, ho... Budget 2004 here we go », Asia Times, 23/12/2003
24. ↑  (en) « Japan's cabinet approves draft budget », China Daily, 20/12/2004
25. ↑  (en) « Japan's fiscal 2006 budget to be below 80 trillion yen », People's Daily, 20/12/2005
26. ↑  (en) « 79.69 trillion yen budget with budget cap passed », The Japan Times, 28/03/2006
27. ↑  [PDF] « JAPON : ASSAINISSEMENT DES FINANCES PUBLIQUES : PLUS DE LA MOITIÉ DU CHEMIN RESTE À FAIRE », Groupe Société général, 03/2008 « Copie archivée » (version du 16 janvier 2014 sur Internet Archive)
28. ↑  (en) « New budget plan eyes surplus by 2011 », The Japan Times, 09/06/2006
29. ↑  (en) B. SHARP, « Who will succeed Koizumi? », Star Bulletin, 09/07/2006
30. ↑  (en) « 4 Japanese Cabinet Ministers Pay Visit to Yasukuni Shrine », People's Daily, 15/08/2003
31. ↑  (en) AP, « Japan's finance minister announces campaign for premier's post », The China Post, 27/06/2006
32. ↑  (en) Reuters, « Japan's Abe reinforces lead to be next PM », China Daily, 24/07/2006
33. ↑  (ja) Résultats des élections du président du PLD du 20 septembre 2006 sur le site officiel du parti
34. ↑  (en) B. WALSH, « Can Shinzo Abe Find His Way? », Time, 15/02/2007
35. ↑  (en) B. WALSH, « Fade to black? », Time, 12/07/2007
36. ↑  (en) P. ALFORD, « Abe to cleanse cabinet », The Australian, 02/08/2007
37. ↑  (en) S. SAKAMAKI, T. FUJIOKA, « Abe Vows to Stay After Losing Japan's Upper House », The Market Traders, 30/07/2007
38. ↑  (en) H. MASAKI, « Fukuda heads Japan's leadership race », Asia Times, 15/09/2007
39. ↑  (ja) Page de l'élection présidentielle de 2007 sur le site officiel du PLD
40. ↑  (en) AFP, « Japon : Fukuda fait appel à des modérés pour rompre avec la période Abe », Actu.ma, 24/09/2007
41. ↑  (en) Kyodo News, « Koga, Tanigaki LDP factions to merge », The Japan Times, 21/12/2007
42. ↑  (en) China Daily, « Koike eyes bid as Japan's first woman PM », Sina, 04/09/2009
43. ↑  (en) « « Handpicked 'Ozawa girls' learn fast to become political 'assassins' (Part 1) », The Mainichi Daily News, 14/09/2009 »(Archive.org • Wikiwix • Archive.is • Google • Que faire ?)
44. ↑  (ja) Résultats des élections législatives de 2009 dans le 5e district de Kyōtō « Copie archivée » (version du 6 août 2009 sur Internet Archive) sur le site www.senkyo.janjan.jp
45. ↑  (en) Kyodo News, « Ex-Finance Minister Tanigaki intends to seek LDP's top spot », The Japan Times, 14/09/2009
46. ↑  (en) « Kyodo News, « 3 LDP presidential candidates differ over how to reinvigorate party », Japan Today, 20/09/2009 »(Archive.org • Wikiwix • Archive.is • Google • Que faire ?)
47. ↑  (en) R. SMART, « Profiles: Three candidates challenge for LDP presidency in Japan  », China View, 25/09/2009
48. ↑  (en) Kyodo News, « Ex-finance chief Tanigaki declares bid to run in LDP leadership race », BNet, 21/09/2009
49. 1 2  (en) J. HONGO, « Presidential candidates call for LDP makeover », The Japan Times, 20/09/2009
50. ↑  (en) « Kyodo News, « Opposition LDP picks Tanigaki as new leader to renew party », Japan Today, 28/09/2009 »(Archive.org • Wikiwix • Archive.is • Google • Que faire ?)
51. ↑  P. NOVOTNY, « Japon: Tanigaki élu à la tête du principal mouvement de l'opposition conservatrice », AFP, 28/09/2009
52. ↑  (en) A. MARTIN, « Tanigaki opts for old guard to round out LDP leadership posts », The Japan Times, 30/09/2009
53. ↑  (en) M. ITO, « Tanigaki slams DPJ for halting Yamba Dam », The Japan Times, 02/10/2009
54. ↑  (en) B. AUSTIN, « LDP Leader Tanigaki Visits Yasukuni War Shrine, Kyodo Says », Bloomberg, 20/10/2009
55. ↑  (en) Reuters, « LDP chief visits war shrine », The Straits Times, 20/10/2009
56. ↑  (en) KWAN W. K., « Japanese govt's shrine boycott provokes mixed feelings », The Straits Times, 18/08/2010
57. ↑  P. MESSMER, « Yasukuni le 15 août… », Blog Des rives orientales
58. ↑  (en) Xinhua, « 2 Japan ministers visit Yasukuni shrine », China Daily, 15/08/2012
59. ↑  (ja) « 山内参院議員は出馬せず／来夏の参院選 », Shikoku News, 24/09/2009
60. ↑  (en) T. HARRIS, « The LDP chooses inertia », Observing Japan, 28/12/2009
61. ↑  (en) « Kyodo, « LDP officially approves Kunio Hatoyama's resignation  », Japan Today, 25/03/2010 »(Archive.org • Wikiwix • Archive.is • Google • Que faire ?)
62. ↑  (en) A. KITANAKA, « Japan Ex-Finance Chief Yosano Quits LDP, May Form New Party », Business Week, 03/04/2010
63. ↑  (en) Kyodo, « Fujii tenders his resignation letter to LDP ahead of joining new party », The Japan Times, 09/04/2010
64. ↑  (en) Kyodo, « Hiranuma, Yosano launch new party to oppose DPJ », The Mainichi Daily News, 10/04/2010 « Copie archivée » (version du 12 avril 2010 sur Internet Archive)
65. ↑  (en) « « Poll: Masuzoe would be best prime minister », Yomiuri Shimbun, 06/2010 »(Archive.org • Wikiwix • Archive.is • Google • Que faire ?)
66. ↑  (en) « Kyodo, « LDP's Masuzoe may launch party with 2 popular governors  », 13/04/2010 »(Archive.org • Wikiwix • Archive.is • Google • Que faire ?)
67. ↑  (en) « Japan's most popular politician bolts conservative party », AFP, 22/04/2010
68. ↑  (ja) « « 谷垣禎一総裁発言 », Conférence de presse de Sadakazu Tanigaki, site du PDJ, 06/04/2010 »(Archive.org • Wikiwix • Archive.is • Google • Que faire ?)
69. ↑  (en) Katenkyokotsu, « The LDP’s Shadow Cabinet », Twisting Flowers, 08/04/2010
70. ↑  « Ex-health minister Masuzoe says he won't quit LDP to join new party », The Mainichi Daily News, 07/04/2010
71. ↑  (en) A. MARTIN, « LDP's Koike, Ishihara get top posts », The Japan Times, 10/09/2010
72. ↑  (ja) Site officiel du Shadow Cabinet du PLD « Copie archivée » (version du 30 janvier 2009 sur Internet Archive)
73. ↑  (en) « LDP resists 'grand coalition' / Party willing to help with disaster efforts--but not within Cabinet », Yomiuri Shimbun, 21/03/2011
74. ↑  (en) L. SIEG, M. NEGISHI, « Calls grow for Japan PM to quit in wake of quake », Reuters, 14/04/2011
75. ↑  AFP, « Échec de la motion de censure, Naoto Kan survit », Japon Infos, 02/06/2011
76. ↑  AFP, « POLITIQUE – Motion de censure au Sénat, première épreuve pour le gouvernement », lepetitjournal.com, 12/12/2011
77. ↑  (en) « Upper house censures 2 ministers / Noda intends to reject calls for dismissal », Yomiuri Shimbun, 21/04/2012
78. ↑  (en) « Sources: Rivals Noda, Tanigaki held secret talks », The Asahi Shimbun, 01/03/2012
79. ↑  (en) Kyodo News, « Tanigaki cool to grand coalition », The Japan Times, 19/03/2012
80. ↑  (en) « « Ex-premier Mori backs Tanigaki's reelection as LDP head », House of Japan, 24/07/2012 »(Archive.org • Wikiwix • Archive.is • Google • Que faire ?)
81. ↑  (en) « « Tanigaki loses key support in reelection bid », Yomiuri Shimbun, 04/09/2012 »(Archive.org • Wikiwix • Archive.is • Google • Que faire ?)
82. ↑  (en) M. ITO, N. FUKUE, « Tanigaki out, Ishihara likely in LDP race », The Japan Times, 11/09/2012
83. ↑  (en) « Jiji Press, « Ishihara declares bid for leadership of LDP », Yomiuri Shimbun, 11/09/2012 »(Archive.org • Wikiwix • Archive.is • Google • Que faire ?)
84. ↑  (en) T. TAMURA, M. AOIKE, « More prisoners on death row than at any time since 1949 », Asahi Shimbun, 31/12/2012
85. ↑  (en) Jiji, Kyodo, « Record 133 inmates held on death row », The Japan Times, 31/12/2012
86. 1 2  (en-US) « Ex-LDP leader Tanigaki won’t seek re-election in Lower House poll owing to spinal cord injury », The Japan Times Online,‎ 21 septembre 2017 (ISSN 0447-5763, lire en ligne, consulté le 16 octobre 2017)
87. ↑  « Abe's Biggest Rival to Run Japan May Come From His Own Party », Bloomberg.com,‎ 15 août 2017 (lire en ligne, consulté le 16 octobre 2017)
88. ↑  (ja) « 谷垣氏、車いす姿で写真に　1年3カ月ぶり「姿」 » [archive du 18 octobre 2017], sur www.fnn-news.com (consulté le 17 octobre 2017)
89. ↑  « Disabled LDP heavyweight Tanigaki tells party convention 'Paralympic athletes will inspire me' », Mainichi.jp,‎ 11 février 2019 (lire en ligne, consulté le 16 avril 2019)
90. ↑  « Retired Tanigaki Rejects LDP Request for Running in Upper House Election », Nippon.com,‎ 13 mars 2019 (lire en ligne, consulté le 16 avril 2019)